# TP d'Or 2005
Els premis TP d'Or 2005 foren entregats el 6 de març de 2006 en un acte al Teatro Lope de Vega (Madrid) presentat per Carlos Sobera i Alejandra Prat. No és va retransmetre per televisió.
| Categoria                                 | Programa                            | Persona                        | Resultat         |
| ----------------------------------------- | ----------------------------------- | ------------------------------ | ---------------- |
| Actor                                     | Aída                                | Paco León                      | Guanyador        |
| Actor                                     | Aquí no hay quien viva              | Luis Merlo                     | Nominat          |
| Actor                                     | Cuéntame cómo pasó                  | Imanol Arias                   | Nominat          |
| actriu                                    | Aída                                | Carmen Machi                   | Guanyadora       |
| actriu                                    | Cuéntame cómo pasó                  | Ana Duato                      | Nominada         |
| actriu                                    | Motivos personales                  | Lydia Bosch                    | Nominada         |
| Presentador de Programes d'Entreteniment  | Operación Triunfo i Allá tú         | Jesús Vázquez                  | Guanyador        |
| Presentador de Programes d'Entreteniment  | Buenafuente                         | Andreu Buenafuente             | Nominat          |
| Presentador de Programes d'Entreteniment  | ¿Quién quiere ser millonario?       | Carlos Sobera                  | Nominat          |
| Presentadora de Programes d'Entreteniment | El programa de Ana Rosa             | Ana Rosa Quintana              | Guanyadora       |
| Presentadora de Programes d'Entreteniment | Noche Hache                         | Eva Hache                      | Nominada         |
| Presentadora de Programes d'Entreteniment | ¡Mira quién baila! i Corazón de ... | Anne Igartiburu                | Nominada         |
| Presentador/a d'Informatius               | Antena 3 Noticias                   | Matías Prats                   | Guanyador        |
| Presentador/a d'Informatius               | Noticias Cuatro                     | Iñaki Gabilondo                | Nominat          |
| Presentador/a d'Informatius               | Telediario                          | Lorenzo Milá                   | Nominat          |
| Sèrie Nacional                            | Aquí no hay quien viva              | Aquí no hay quien viva         | Guanyador        |
| Sèrie Nacional                            | Aída                                | Aída                           | Nominat          |
| Sèrie Nacional                            | Hospital Central                    | Hospital Central               | Nominat          |
| Serie Extranjera                          | Desperate Housewives                | Desperate Housewives           | Guanyador        |
| Serie Extranjera                          | CSI: Crime Scene Investigation      | CSI: Crime Scene Investigation | Nominat          |
| Serie Extranjera                          | Rex, un policía diferente           | Rex, un policía diferente      | Nominat          |
| Serie de animación                        | Els Simpson                         | Els Simpson                    | Guanyador        |
| Serie de animación                        | Les Tres Bessones                   | Les Tres Bessones              | Nominat          |
| Serie de animación                        | Los Lunnis                          | Los Lunnis                     | Nominat          |
| Telenovel·la                              | Pasión de gavilanes                 | Pasión de gavilanes            | Guanyador        |
| Telenovel·la                              | Amar en tiempos revueltos           | Amar en tiempos revueltos      | Nominat          |
| Telenovel·la                              | Amarte así, Frijolito               | Amarte así, Frijolito          | Nominat          |
| Informatiu diari                          | Antena 3 Noticias                   | Antena 3 Noticias              | Guanyador        |
| Informatiu diari                          | Informativos Telecinco              | Informativos Telecinco         | Nominat          |
| Informatiu diari                          | Telediario 2                        | Telediario 2                   | Nominat          |
| Actualitat i reportatges                  | Espejo público                      | Espejo público                 | Guanyador        |
| Actualitat i reportatges                  | Documentos TV                       | Documentos TV                  | Nominat          |
| Actualitat i reportatges                  | Informe semanal                     | Informe semanal                | Nominat          |
| Programa d'Entreteniment                  | Buenafuente                         | Buenafuente                    | Guanyador        |
| Programa d'Entreteniment                  | Caiga quien caiga                   | Caiga quien caiga              | Nominat          |
| Programa d'Entreteniment                  | Noche Hache                         | Noche Hache                    | Nominat          |
| Programa d'humor                          | Cruz y Raya Show                    | Cruz y Raya Show               | Guanyador        |
| Programa d'humor                          | Camera Café                         | Camera Café                    | Nominat          |
| Programa d'humor                          | Homo Zapping                        | Homo Zapping                   | Nominat          |
| Concurs                                   | ¿Quién quiere ser millonario?       | ¿Quién quiere ser millonario?  | Guanyador        |
| Concurs                                   | Allá tú                             | Allá tú                        | Nominat          |
| Concurs                                   | Saber y Ganar                       | Saber y Ganar                  | Nominat          |
| Concurs Reality                           | ¡Mira quién baila!                  | ¡Mira quién baila!             | Guanyador        |
| Concurs Reality                           | Gran Hermano                        | Gran Hermano                   | Nominat          |
| Concurs Reality                           | Operación Triunfo                   | Operación Triunfo              | Nominat          |
| Programa del Cor                          | Aquí hay tomate                     | Aquí hay tomate                | Guanyador        |
| Programa del Cor                          | Gente de primera                    | Gente de primera               | Nominat          |
| Programa del Cor                          | Salsa rosa                          | Salsa rosa                     | Nominat          |
| Programa Infantil/Juvenil                 | Los Lunnis                          | Los Lunnis                     | Guanyador        |
| Programa Infantil/Juvenil                 | El conciertazo                      | El conciertazo                 | Nominat          |
| Programa Infantil/Juvenil                 | Megatrix                            | Megatrix                       | Nominat          |
| Premi Especial a tota una vida            | Laura Valenzuela                    | Laura Valenzuela               | Laura Valenzuela |